# 13 novembre 1972
Le lundi 13 novembre 1972 est le 318e jour de l'année 1972.

## Naissances
- Alexander Löbe, footballeur allemand
- Andrea Moretti, joueur et entraîneur de rugby italien
- Frédéric Benazech, joueur de rugby
- Greg Olear, écrivain américain
- Grigorijs Panteļejevs, joueur de hockey sur glace letton
- He Liping, joueuse de softball chinoise
- Mark Cornforth, joueur de hockey professionnel canadien
- Pedro Reyes, joueur de football chilien
- Samantha Riley, nageuse australienne
- Takuya Kimura, chanteur, idole et acteur japonais

## Décès
- André Guillant (né le 23 avril 1902), personnalité politique française
- Arnold Jackson (né le 5 avril 1891), athlète britannique

## Événements
- Création du journal Green Bay News-Chronicle